# Witold Dowgint-Nieciuński

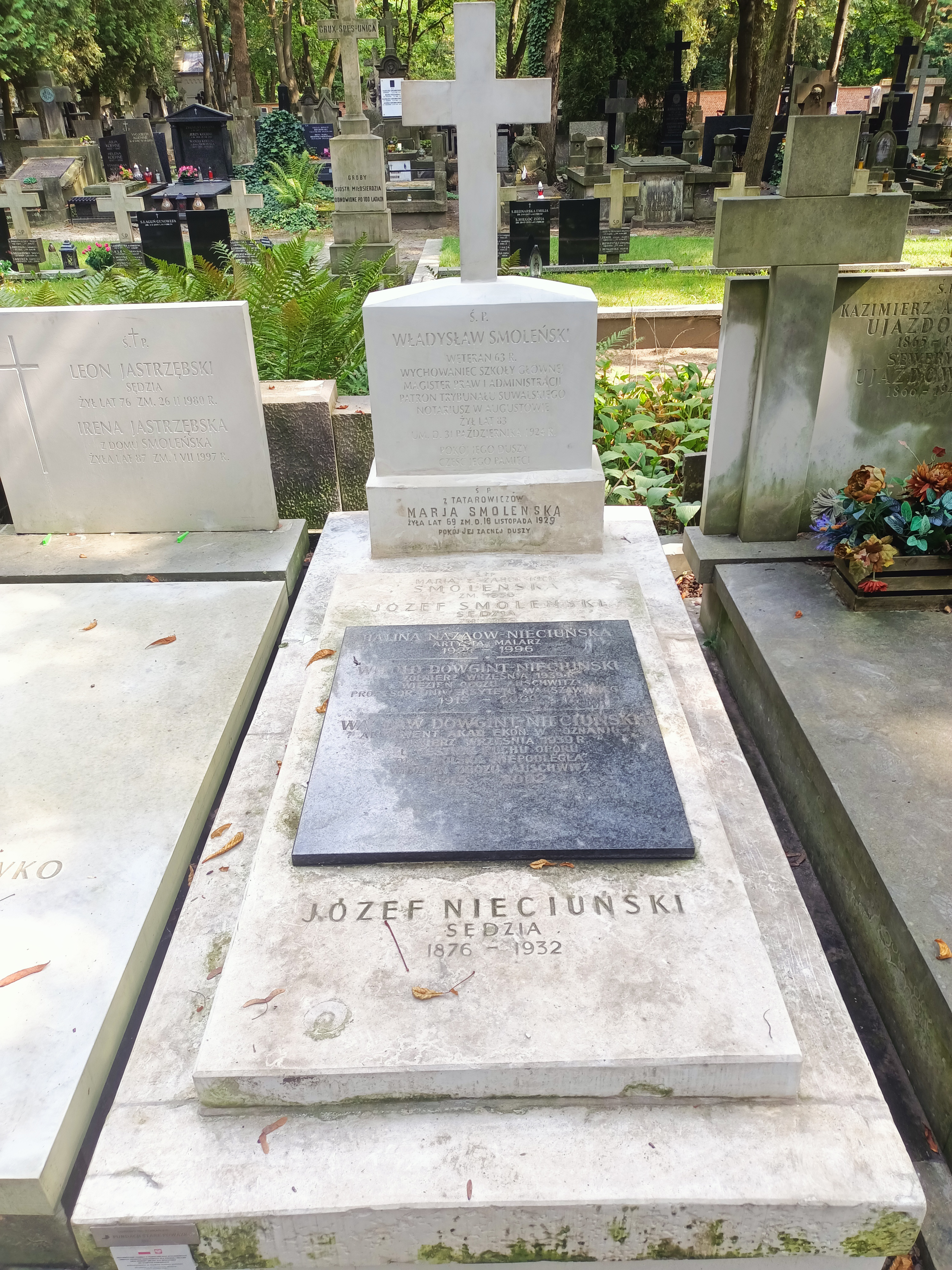
Grób Witolda Dowgint-Nieciuńskiego na Cmentarzu Powązkowskim

Witold Dowgint-Nieciuński (ur. 20 maja?/2 czerwca 1915 w Połocku
, zm. 13 czerwca 2009) – polski socjolog, znawca zagadnień polityki społecznej i mieszkalnictwa, profesor Uniwersytetu Warszawskiego.

## Życiorys
Pochodził ze spolonizowanej drobnej szlachty litewskiej. Studiował socjologię i nauki polityczne w Warszawie, a nauki ekonomiczne w Poznaniu. W trakcie II wojny światowej był członkiem organizacji podziemnych. W latach 1942–1944 był przez Niemców więziony w ich obozie koncentracyjnym Auschwitz-Birkenau, gdzie w wyniku bicia przez niemieckiego zbrodniarza Oswalda Kaduka utracił częściowo słuch w jednym uchu.
Do jego głównych zainteresowań naukowych należało planowanie przestrzenne, polityka mieszkaniowa, problematyka Polski wschodniej, prognozowanie globalne. Był m.in. wicedyrektorem Instytutu Gospodarki Mieszkaniowej. W latach 1977–1980 pracował w Instytucie Polityki Społecznej. Był działaczem Polskiego Towarzystwa Ekonomicznego oraz Komitetu Nauk o Pracy i Polityce Społecznej PAN (w tej drugiej organizacji uzyskał status członka honorowego). Zasiadał w radzie programowej czasopisma Problemy Polityki Społecznej.
Należał do Polskiej Zjednoczonej Partii Robotniczej.